# Tour de Turquía
El Tour de Turquía (oficialmente y en inglés: Presidential Cycling Tour of Turkey; en turco: Cumhurbaşkanlığı Türkiye Bisiklet Turu) es una carrera ciclista profesional por etapas que se disputa en Turquía, a finales del mes de mayo o primeros de junio. 
La primera edición se corrió en 1965 y fue una prueba amateur hasta el año 2001. En el año 2002 se disputa como una carrera profesional como competencia de categoría 2.5 (última categoría del profesionalismo). Desde la creación de los Circuitos Continentales UCI en 2005 forma parte del UCI Europe Tour, primero de categoría 2.2 (igualmente última categoría del profesionalismo) para posteriormente ser ascendida a la categoría 2.1 en 2008, para de nuevo ser ascendida a la 2.HC (máxima categoría de estos circuitos) desde 2010 hasta 2016, a partir del año 2017 hace parte del UCI World Tour, máxima categoría del calendario mundial.
En sus primeras ediciones disponía de ocho etapas (en algunas ediciones la primera de ellas prólogo o carrera no oficial de exhibición) comenzando en Estambul y terminando en Alanya, con un recorrido eminentemente llano o rompepiernas. Sin embargo, desde la edición del 2012 empieza en Alanya y finaliza en Estambul añadiéndose además alguna etapa de alta montaña. A partir del año 2017 cuando pasa al calendario UCI World Tour, la carrera dispone de tan solo 6 etapas iniciando desde la ciudad costera de Alanya en la región mediterránea, hasta finalizar en la ciudad de Estambul.
Un total de 4 ciclistas han logrado dos victorias, pero solo Ghader Mizbani lo ha hecho en ediciones profesionales en 2002 y 2006.

## Palmarés
| Año                                      | Ganador                  | Segundo              | Tercero                 |
| ---------------------------------------- | ------------------------ | -------------------- | ----------------------- |
| ediciones amateur                        |                          |                      |                         |
| 1965                                     | Rıfat Çalışkan           |                      |                         |
| 1966                                     | Ivan Bobekov             | Dimitar Kotev        | Edward Weckx            |
| 1967                                     | Dimitar Kotev            | Rıfat Çalışkan       | Roman Humenberger       |
| 1968                                     | Alexandre Kulibin        | Jindrich Marek       | Gainan Saidkhuzhin      |
| 1969                                     | Gainan Saidkhuzhin       | Boris Shukhov        | Alexandre Kulibin       |
| 1970                                     | Slavcho Nikolov          |                      |                         |
| 1971                                     | Constantin Ciocan        |                      |                         |
| 1972                                     | Andrzej Karbowiak        |                      |                         |
| 1973                                     | Ali Hüryılmaz            |                      |                         |
| 1974                                     | Seyit Kırmızı            |                      |                         |
| 1975                                     | Ali Hüryılmaz            | André De Wolf        | Yusuf Ecevit            |
| 1976                                     | Wladimir Ossokin         |                      |                         |
| 1977                                     | Vladimir Shapovalov      |                      |                         |
| 1978                                     | Vlastibor Konečný        |                      |                         |
| 1979                                     | Jiří Škoda               |                      |                         |
| 1980                                     | Juri Kaschirin           |                      |                         |
| 1981                                     | Grozyo Kalchev           |                      | Hasan Can               |
| 1982                                     | Zbigniew Szczepkowski    | Lechosław Michalak   | Dainis Liepiņš          |
| 1983                                     | Mircea Romașcanu         |                      |                         |
| 1984                                     | Nentcho Staykov          | Hristo Zaykov        | Jozef Gaspar            |
| 1985                                     | Mieczyslaw Poreba        |                      |                         |
| 1986                                     | Jerzy Świnoga            |                      |                         |
| 1987                                     | Alexandr Krasnov         |                      |                         |
| 1988                                     | Igor Nechayev            |                      |                         |
| 1989                                     | Kanellos Kanellopoulos   |                      |                         |
| 1990                                     | Vitali Tolkatchev        | Vadim Krávchenko     | Skip Spangenburg        |
| 1991                                     | Róbert Glajza            | Vasile Mitrache      | Michael Glöckner        |
| 1992                                     | Stefan Steinweg          |                      |                         |
| 1993                                     | Ivan Stanchev            |                      |                         |
| 1994                                     | Krystian Zajdel          |                      |                         |
| 1995                                     | Andrei Kivilev           | Vadim Krávchenko     | Serguéi Lavrenenko      |
| 1996                                     | Dimitar Dimitrov         | Ivailo Gabrovski     | Nadir Yavuz             |
| 1997                                     | Kholefy El Sayed         |                      |                         |
| 1998                                     | Erdinç Doğan             | Igor Bonciucov       |                         |
| 1999                                     | Erdinç Doğan             | Georgi Koev          | Ahmed Mohamed Khaled    |
| 2000                                     | Serguéi Lavrenenko       | Vadim Krávchenko     | Hassan Maleki           |
| 2001                                     | Mert Mutlu               | Ghader Mizbani       | Serguéi Lavrenenko      |
| ediciones profesionales                  |                          |                      |                         |
| 2002                                     | Ghader Mizbani           | Daniel Petrov        | Michael Haas            |
| 2003                                     | Mert Mutlu               | Ghader Mizbani       | Mohamed Abdel Aziz      |
| 2004                                     | Ahad Kazemi              | Hossein Askari       | Swetoslaw Tschanliew    |
| 2005                                     | Swetoslaw Tschanliew     | Martin Prázdnovský   | Evgeniy Gerganov        |
| 2006                                     | Ghader Mizbani           | Hossein Askari       | Igor Pugacci            |
| 2007                                     | Ivailo Gabrovski         | Ján Šipeky           | Hossein Askari          |
| 2008                                     | David García Dapena      | José Alberto Benítez | Pieter Jacobs           |
| 2009                                     | Daryl Impey              | Davide Malacarne     | David García Dapena     |
| 2010                                     | Giovanni Visconti        | Tejay van Garderen   | David Moncoutié         |
| 2011                                     | Aleksandr Yefimkin       | Andrey Zeits         | Thibaut Pinot           |
| 2012                                     | Aleksandr Dyachenko      | Danail Petrov        | Adrián Palomares        |
| 2013                                     | Natnael Berhane          | Yoann Bagot          | Maxime Méderel          |
| 2014                                     | Adam Yates               | Rein Taaramäe        | Romain Hardy            |
| 2015                                     | Kristijan Đurasek        | Eduardo Sepúlveda    | Jay McCarthy            |
| 2016                                     | José Gonçalves           | David Arroyo         | Nikita Stalnow          |
| entra a formar parte del UCI World Tour  |                          |                      |                         |
| 2017                                     | Diego Ulissi             | Jesper Hansen        | Fausto Masnada          |
| 2018                                     | Eduard Prades            | Alexéi Lutsenko      | Nathan Haas             |
| 2019                                     | Felix Großschartner      | Valerio Conti        | Merhawi Kudus           |
| pasa a formar parte de las UCI ProSeries |                          |                      |                         |
| 2021                                     | José Manuel Díaz Gallego | Jay Vine             | Eduardo Sepúlveda       |
| 2022                                     | Patrick Bevin            | Jay Vine             | Eduardo Sepúlveda       |
| 2023                                     | Alexéi Lutsenko          | Ben Zwiehoff         | Harold Tejada           |
| 2024                                     | Frank van den Broek      | Merhawi Kudus        | Paul Double             |
| 2025                                     | Wout Poels               | Harold Martín López  | Juan Guillermo Martínez |

Notas:
- En la edición 2012, en principio el ganador fue Ivaïlo Gabrovski pero fue descalificado por dopaje (ver Positivo de Ivaïlo Gabrovski).
- En la edición 2013, en principio el ganador fue Mustafa Sayar pero fue descalificado por dopaje (ver Positivo de Mustafa Sayar).

## Palmarés por países
| País            | Victorias |
| --------------- | --------- |
| Bulgaria        | 10        |
| Turquía         | 8         |
| Unión Soviética | 7         |
| Polonia         | 5         |
| Kazajistán      | 4         |
| Irán            | 3         |
| España          | 3         |
| Checoslovaquia  | 2         |
| Rumania         | 2         |
| Italia          | 2         |
| Países Bajos    | 2         |
| Grecia          | 1         |
| Eslovenia       | 1         |
| Alemania        | 1         |
| Egipto          | 1         |
| Sudáfrica       | 1         |
| Rusia           | 1         |
| Eritrea         | 1         |
| Reino Unido     | 1         |
| Croacia         | 1         |
| Portugal        | 1         |
| Austria         | 1         |
| Nueva Zelanda   | 1         |